# Cesario Gussago
Cesario Gussago (Ostiano, prima del 1579 – dopo il 1612) è stato un compositore e organista italiano.
Dopo aver studiato filosofia e teologia a Pavia, nel 1599 fu vicario generale dell'ordine di San Gerolamo a Brescia e nel 1612 fu nominato organista a "Madonna delle Grazie". Oltre a comporre quattro raccolte di lavori sacri (tre dei quali sopravvivono attualmente), Gussago si dedicò anche alla composizione di musica strumentale; egli ebbe infatti stretti rapporti con i migliori strumentisti della città (violinisti e cornettisti). 
Tra questi suoi lavori spiccano le sue Sonate del 1608, una delle primissime raccolte aventi questo titolo, nella quale sono inclusi anche alcuni brani che impiegano il singolo e il doppio coro secondo la maniera di Giovanni Gabrieli, sebbene nel resto delle altre musiche presenti predomini l'omofonia. Impiegano il doppio il coro anche i suoi salmi del 1610, dopo impiega sporadicamente anche il canto gregoriano. La sua ultima collezione di lavori sacri nota risale al 1612 e presenta parti a 3 voci in stile concertato.
Non si conoscono né la data né la località (forse Brescia) della morte.

## Lavori
- Sacrarum contionum per 8 voci e basso continuo (1604)

- 28 Sonate a 4, 6, 8, con alcuni concerti a 8 con le sue sinfonie (1608):
- 1. La Cornala a4
- 2. La Fontana a4
- 3. La Faustinella a4
- 4. La Rizza a4
- 5. La Schilina a4
- 6. La Mallonia a4
- 7. La Squizzerotta a4
- 8. La Bottana a4
- 9. La Zonta a4
- 10. La Nicolina a4
- 11. La Marina a6
- 12. L'Angioletta a6
- 13. La Badina a6
- 14. La Facca a6[1]
- 15. L'Onofria a8
- 16. La Tonina a8
- 17. La Terza a8
- 18. La Porcelaga a8
- 19. La Leona a8
- 20. La Luzzara a8
- 21. Anima mea liquefacta est a 8
- 22. Fili ego Salomon a 8
- 23. Ad te Domine levavi a 8
- 24. Confitebor tibi Domine a 8
- 25. Exultavit cor meum in Domino a 8
- 26. Cantemus Domino a 8
- 27. Salvum me fac Deus a 8
- 28. Confitemini Domino a 8

- 22 Psalmi ad vesperas per 8 voci e basso continuo (1610)
- Sacrae laudes in christi Domini per 3 voci (1612)
- 10 mottetti
- Laetentur coeli per 8 voci